# Comté de Summers
Le comté de Summers est un comté des États-Unis situé dans l’État de Virginie-Occidentale. En 2000, la population était de 12 999 habitants. Son siège est Hinton. Il doit son nom à l'homme politique George W. Summers. Il a été formé en 1871 à partir de parties des comtés de Fayette, Greenbrier, Mercer et Monroe.

## Principales localités
- Hinton
- Jumping Branch
- Meadow Creek